# 科学捜査
科学捜査（かがくそうさ）とは、科学の名の下に行う捜査のこと。
俗に法科学を用いた犯罪の捜査、つまり捜査のプロセスにおける鑑識や訴訟法上の鑑定のことを指す。以前は「鑑識捜査」などとも表現されていた。一般的に日本のメディアや小説等で使われる表現である。